# Йожеф Божик (стадион)
Стадион Йожеф Божик (венг. Bozsik József Stadion) — многофункциональный стадион, расположенный в Будапеште, столице Венгрии. Вместимость стадиона составляет 9 500 зрителей. Он служит домашней ареной для футбольного клуба «Гонвед».

## История

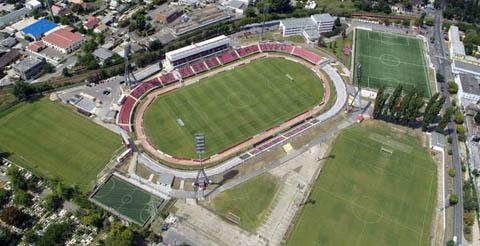
Стадион Йожеф Божик

Возле территории, где ныне располагается стадион Йожеф Божик (на месте кладбища), была образована первая собственная футбольная площадка клуба «Гонвед». Для неё был выделен участок в конце Драконьей улицы (венг. Sárkány utca), а среди местных ремесленников и торговцев был организован сбор средств. Ференц Полачек (владелец отеля) и Ференц Хербачек (торговец древесиной) сделали крупные финансовые взносы на строительство спортивного комплекса. Его открытие состоялось в 1913 году. Приезжие команды впоследствии прозвали его «Пещерой дракона» по названию улицы, на которой он располагался.
18 ноября 1926 года власти Кишпешта приняли решение выделить 500 миллионов венгерских крон на модернизацию футбольных полей на Драконьей улице. В 1935 году сгорели деревянные трибуны и строения. В результате был построен более крупный и современный стадион. Новый спортивный комплекс «Кишпешт АК» был открыт 2 января 1938 года и вмещал около 8 000 зрителей (5 000 сидячих и 3 000 стоячих мест). По тому же аресту располагалась баня, ныне закрытая. 12 февраля 1939 года состоялось открытие обновлённого стадиона, который мог принять у себя уже 15 000 человек.
В 1945 году, сразу после окончания войны, жители Кишпешта организовали ремонтные работы: было восстановлено травяное покрытие и починена бетонная крыша. В районе стадиона были построены тренировочные площадки, доходившие до территории кладбища.
В 1955 году комплекс перестраивался и расширялся, а «Гонведу» приходилось играть все свои матчи на выезде. 20 мая 1967 года на стадионе появилось искусственное освещение, которые было открыто товарищеским матчем против клуба «Халадаш». К тому времени вместимость стадиона составляла около 25 000 зрителей. В распоряжении «Гонведа» имели травяные и грунтовые тренировочные площадки. 
Стадион стал первым в Венгрии, получившим имя футболиста, будучи названным в честь Йожефа Божика, проведшего за национальную команду 101 матч. 1 октября 1986 года, перед матчем Кубка европейских чемпионов против датского «Брондбю», состоялась церемония открытия переименованного и обновлённого стадиона: легендарный футболист «Гонведа» Лайош Тихи и президент клуба выступили с речами перед игроками. Мероприятие завершилось фейерверком. Арена получила более мощное освещение, новое травяное покрытие, систему подогрева поля, которое также стало длиннее и шире. На территории стадиона также был построен отель с 20 номерами и рестораном на 200 мест.
В 1990 году раздевалки и душевые были обновлены. Старый спортивный зал был превращён в VIP-клуб. 16 лет спустя помещения стадиона пришли в негодность, и тогда новый владелец клуба, Джордж Хемингуэй, решил полностью реконструировать стадион. Вместимость нового стадиона составила около 10 000 человек (6 000 сидячих и 4 000 стоячих мест).
20 ноября 2014 года было объявлено о том, что реконструкция стадиона начнётся в 2015 году и будет завершена в 2016 году. Стадион Йожеф Божик является собственностью венгерского государства, а именно Национального спортивного центра.